# Landkreis Sangerhausen (Provinz Sachsen)
| Basisdaten                    | Basisdaten      |
| ----------------------------- | --------------- |
| Preußische Provinz            | Provinz Sachsen |
| Regierungsbezirk              | Merseburg       |
| Verwaltungssitz               | Sangerhausen    |
| Einwohner                     | 74.295 (1939)   |
| Gemeinden                     | 70 (1939)       |
| Lage des Kreises Sangerhausen |                 |
|                               |                 |

Der Landkreis Sangerhausen, ursprünglich Kreis Sangerhausen, war ein Landkreis, der von 1816 bis 1952 in der preußischen Provinz Sachsen und im Land Sachsen-Anhalt (1947–1952) bestand. Der Kreissitz war in Sangerhausen. Das ehemalige Kreisgebiet liegt heute im Landkreis Mansfeld-Südharz im Land Sachsen-Anhalt sowie im Kyffhäuserkreis und im Landkreis Nordhausen in Thüringen.

## Geschichte
Im Rahmen der Preußischen Reformen nach dem Wiener Kongress wurde zum 1. Oktober 1816 der Kreis Sangerhausen im Regierungsbezirk Merseburg in der Provinz Sachsen eingerichtet. Er setzte sich zusammen aus dem Amt Artern, dem Amt Heringen, dem Amt Kelbra und dem Amt Sangerhausen sowie der Grafschaft Stolberg.
Am 1. Oktober 1945 wurde im Freistaat Thüringen die Exklave Amt Allstedt in den nunmehr als Landkreis Sangerhausen bezeichneten Kreis eingegliedert. Sie bestand aus der Stadt Allstedt und den Gemeinden Einsdorf, Einzingen, Heygendorf, Kalbsrieth, Landgrafroda, Mittelhausen,
Mönchpfiffel, Niederröblingen, Winkel und Wolferstedt.
Am 1. Juli 1950 kam es in der DDR zu einer Gebietsreform, in deren Rahmen die Abgrenzung des Landkreises geändert wurde:
- Die Gemeinden Großleinungen, Horla, Morungen, Rotha und Wippra wechselten aus dem aufgelösten Mansfelder Gebirgskreis in den Landkreis Sangerhausen.
- Die Gemeinde Straßberg wechselte aus dem Landkreis Sangerhausen in den Landkreis Quedlinburg.
- Die Gemeinde Landgrafroda wechselte aus dem Landkreis Sangerhausen in den Landkreis Querfurt.

Bei der Gebietsreform von 1952 wurde das Land Sachsen-Anhalt aufgelöst und der Raum Sangerhausen grundlegend neu geordnet:
- Die Stadt Artern sowie die Gemeinden Gehofen, Heygendorf, Kalbsrieth, Mönchpfiffel, Nikolausrieth, Ritteburg, Schönfeld und Voigtstedt wechselten aus dem Landkreis Sangerhausen in den Kreis Artern.
- Die Stadt Heringen sowie die Gemeinden Auleben, Bielen, Görsbach, Hain b. Kleinfurra, Hamma, Herrmannsacker, Rodishain, Steinbrücken, Stempeda, Sundhausen, Uthleben und Windehausen wechselten aus dem Landkreis Sangerhausen in den Kreis Nordhausen.
- Die Gemeinde Bornstedt wechselte aus dem Landkreis Sangerhausen in den Kreis Eisleben.
- Die Gemeinde Wippra wechselte aus dem Landkreis Sangerhausen in den Kreis Hettstedt.
- Alle übrigen Gemeinden bildeten zusammen mit der Gemeinde Bösenrode aus dem Landkreis Nordhausen den Kreis Sangerhausen.
- Die Kreise Artern, Eisleben, Hettstedt und Sangerhausen wurden dem neuen Bezirk Halle zugeordnet; der Kreis Nordhausen kam zum Bezirk Erfurt.

## Einwohnerentwicklung
| Jahr | Einwohner | Quelle |
| ---- | --------- | ------ |
| 1816 | 31.548    | [ 3 ]  |
| 1843 | 53.719    | [ 4 ]  |
| 1871 | 66.747    | [ 5 ]  |
| 1890 | 70.916    | [ 6 ]  |
| 1900 | 72.145    | [ 6 ]  |
| 1910 | 73.116    | [ 6 ]  |
| 1925 | 75.192    | [ 6 ]  |
| 1933 | 75.120    | [ 6 ]  |
| 1939 | 74.295    | [ 6 ]  |
| 1946 | 109.540   | [ 7 ]  |

Gemeinden mit mehr als 2.000 Einwohnern (Stand 1939):
| Gemeinde        | Einwohner |
| --------------- | --------- |
| Artern          | 6.366     |
| Heringen        | 2.399     |
| Kelbra          | 2.702     |
| Roßla           | 2.679     |
| Sangerhausen    | 12.502    |
| Stolberg (Harz) | 2.007     |

## Landräte
- 1816–1842 Christian Ludwig Krug von Nidda
- 1842–1861 Hermann von Werthern
- 1862–1895 Ludwig von Doetinchem de Rande
- 1895–1918 Werner von Doetinchem de Rande
- 1921–1927 Gustav Voigt
- 1927–1933 Friedrich Seemann (SPD)
- 1933–1940 Hermann Riediger
- 1940–1945 Hans Müllenbrock

## Städte und Gemeinden

### Stand 1945
Der Kreis Sangerhausen umfasste 1945 fünf Städte sowie 65 weitere Gemeinden:
- Artern, Stadt
- Auleben
- Bennungen
- Berga
- Beyernaumburg
- Bielen
- Blankenheim
- Bornstedt
- Breitenbach
- Breitenstein
- Breitungen
- Brücken
- Dietersdorf
- Dittichenrode
- Drebsdorf
- Edersleben
- Emseloh
- Gehofen
- Gonna
- Görsbach
- Grillenberg
- Hackpfüffel
- Hain
- Hainrode
- Hamma
- Hayn
- Heringen, Stadt
- Herrmannsacker
- Hohlstedt
- Holdenstedt
- Katharinenrieth
- Kelbra
- Kleinleinungen
- Lengefeld
- Liedersdorf
- Martinsrieth
- Nienstedt
- Nikolausrieth
- Oberröblingen
- Obersdorf
- Pölsfeld
- Questenberg
- Riestedt
- Riethnordhausen
- Ritteburg
- Rodishain
- Rosperwenda
- Roßla
- Rottleberode
- Sangerhausen
- Schmalzerode
- Schönfeld
- Schwenda
- Sittendorf
- Sotterhausen
- Steinbrücken
- Stempeda
- Stadt Stolberg
- Straßberg
- Sundhausen
- Thürungen
- Tilleda
- Uftrungen
- Uthleben
- Voigtstedt
- Wallhausen
- Wettelrode
- Wickerode
- Windehausen
- Wolfsberg

Zum Kreis gehörte außerdem ein Teil des gemeindefreien Gutsbezirks Pölsfeld.